# Blum Creek
Der Blum Creek ist ein kleiner glazialer Nebenfluss des Baker River im Whatcom County im US-Bundesstaat Washington. Er wird vom Hagan-Gletscher und einem weiteren unbenannten Gletscher an der Nordflanke des Mount Blum gespeist und fließt über etwa 1,5 mi (2,4 km) von dort bis zu seiner Mündung in den Baker River. Der Hagan-Gletscher liegt unterhalb des Mount Blum. Der Blum Creek entspringt in den Blum Lakes, sechs Seen, die südlich des Bacon Peak liegen. Der Creek erreicht den Baker River zwei Mündungen unterhalb des Sulphide Creek, einem weiteren glazialen Zufluss des Baker River. Der Blum Creek bildet die Blum Basin Falls, indem er 1.680 ft (ca. 510 m) über ein glaziales Kliff in die Tiefe stürzt. Das Einzugsgebiet des Creeks bildet ein Überwinterungsgebiet der Schneeziegen (Oreamnos americanus).